# Státhis Psáltis
Státhis Psáltis (grec moderne : Στάθης Ψάλτης), né en 20 février 1951 à Vélo (Grèce) et mort le 21 avril 2017 à Athènes (Grèce), est un acteur grec de cinéma et de théâtre.

## Biographie
Il se marie en 2006 avec l'actrice Christina Fitsaki.

## Filmographie
- 1979 : Paidia tis piatsas, Ta
- 1979 : Fadarines, Oi
- 1980 : Podogyros, O
- 1980 : Parthenokynigos, O
- 1980 : Madepse ti kano ta bradia
- 1980 : Kotsos stin EOK, O
- 1981 : Trohonomos Varvara
- 1982 : Vasika... kalispera sas
- 1982 : Sainia, Ta
- 1982 : Periergos, O
- 1982 : Kai... o protos matakias
- 1983 : Pes ta Chrisostome
- 1983 : Kamikazi, agapi mou